# Побладура-де-Вальдерадуей
Побладура-де-Вальдерадуей (ісп. Pobladura de Valderaduey) — муніципалітет в Іспанії, у складі автономної спільноти Кастилія-і-Леон, у провінції Самора. Населення — 57 осіб (2010).
Муніципалітет розташований на відстані близько 210 км на північний захід від Мадрида, 27 км на північний схід від Самори.

## Демографія
Динаміка населення (INE ):